# Herzparasit
Herzparasit ist eine 2008 gegründete Neue-Deutsche-Härte-Band aus München. Sie steht bei Echozone (im Vertrieb von Sony Music) unter Vertrag.

## Geschichte
Ric-Q Winther (ehemals Sänger der Deutschrock-Band redLine) und El Toro (ex-Monztafarm) gründeten sich im Frühjahr 2008 als Zwei-Mann-Formation. Erste Aufmerksamkeit erregten sie durch die Unterstützung von Radio- und Fernsehmoderator Ali Khan und Joachim Witt. 2009 entstanden zu den Stücken Milch und Stück für Stück die ersten Musikvideos. Nach Tourneen unter anderem mit Stahlmann und Megaherz entstanden 2010 entstanden Videos zu Salz in meiner Wunde und Mädchensahne. Gegen Ende des Jahres unterschreibt die Band bei Echozone. 2011 gewann die Band den Maxi DSL Contest. Das erste Album Fromme Lämmer erschien am 4. November 2011.

## Stil
Herzparasit bewegen sich in der Schnittmenge anderer Neuer-Deutsche-Härte-Bands wie Rammstein: laut einem Review von Metal.de gelinge es ihnen „ihren eigenen Sound zu schaffen, der düster, rockig und stellenweise melancholisch daherkommt und keinesfalls auf ein breites Mainstreampubilkum“ ziele. Sie selbst bezeichnen ihren Stil als „Deutschen Herz-Industrialmetal“.

## Diskografie
Alben
- 2011: Fromme Lämmer (CD; Echozone / Bob Media)
- 2014: Gifttherapie (CD; Echozone / Bob Media)
- 2017: ParaKropolis (CD; Echozone / Bob Media)

## Musikvideos
- 2009: Milch (Regie/Produktion: Peter Burger)[6]
- 2009: Stück für Stück...Guten Appetit (Regie/Produktion: Peter Burger)[7]
- 2010: Wachs
- 2010: Salz in meiner Wunde (Regie/Produktion: Peter Burger)[8]
- 2010: Mädchensahne mit Goldkind (Regie/Produktion: Peter Burger)[9]
- 2012: Angst fängt dich (Regie/Produktion: Peter Burger)[10]
- 2013: Samthaut
- 2014: HDF mit Alex Styg (Regie/Produktion: Gregory Chambet und Dimitri Stephanides)[11]
- 2014: Schmerz ist geil Vol.2 mit Christian Präauer  (Regie/Produktion: Peter Burger)[12]
- 2017: Vatermal (Regie/Produktion: Peter-Paul Altmann)[13]